# Friedrich Adler
Friedrich Adler (Bécs, 1879. július 9. – Zürich, 1960. január 2.) osztrák politikus, természettudós, merénylő (Karl von Stürgkh osztrák miniszterelnök gyilkosa), lobbista és forradalmár.

## Élete
A szociáldemokrata politikus, külügyminisztériumi államtitkár, majd az 1918. őszi forradalom után külügyminiszter Victor Adler fiaként született. Felsőfokú tanulmányai során vegytant, fizikát és matematikát tanult Zürichben. 1897-ben belépett az Ausztria Szociáldemokrata Munkáspártjába (SDAP), és 1907-től a Der Kampf folyóirat szerkesztője lett. Jó barátság fűzte Albert Einsteinhez.
Adler 1911 után aktívan részt vett a szakszervezeti mozgalomban, majd tudományos tevékenységével felhagyva az SPÖ bécsi szervezetének főtitkára lett, amely tisztséget 1914-ig megőrizte. A párt balszárnyának vezető egyéniségévé vált, és az  első világháború kitörése után határozottan ellenezte az SPÖ háborúpárti politikáját. Elveinek érvényesítéséért nem riadt vissza az erőszaktól sem. 1916. október 21-én a bécsi Meißl und Schadn szálló éttermében három pisztolylövéssel meggyilkolta Karl von Stürgkh grófot, az akkori osztrák miniszterelnököt. A bíróság Adlert halálra ítélte, de az uralkodó, IV. Károly a büntetést kegyelemből 18 évi fegyházra változtatta át. Ezt a büntetést sem töltötte le, ugyanis az 1918. őszi forradalom idején kiszabadították,  és egyike lett az osztrák Munkástanács (Arbeiterräte) vezetőinek. Tagja volt az Osztrák Nemzeti Tanácsnak is.
Az 1920-as évek közepétől főleg a Szocialista Internacionáléban vállalt tevékeny szerepet, amelynek több, mint 15 évig főtitkára volt.
A második világháború kitörése után az Amerikai Egyesült Államokba menekült. 1946-ban felhagyott a politikával, és apja August Bebellel és Karl Kautskyval váltott leveleinek sajtó alá rendezésével foglalkozott.
1960. január 2-án halt meg Zürichben.